# Aguiar (Paraíba)
Aguiar es un municipio brasileño en el estado de Paraíba, localizado en la microrregión de Piancó. De acuerdo con el Instituto Brasileño de Geografía y Estadística (IBGE), en el año de 2010 su población era estimada en 5530 habitantes. Área territorial de 345 km².